# Jared Sullinger
Jared Sullinger (nascut el 4-3-1992 en Columbus, Ohio) és un jugador de bàsquet nord-americà que pertany a la plantilla dels Boston Celtics de l'NBA. Amb 2,08 metres d'alçària, juga en la posició d'aler pivot.

## Trajectòria esportiva

### Institut
En la seua temporada sènior de l'institut, va ser triat per a disputar el McDonald's All-American Game que es va celebrar en la seua ciutat natal, Columbus, sent elegit co-MVP del partit juntament amb Harrison Barnes. Eixe any va disputar a més el prestigiós Nike Hoop Summit a Portland, acabant l'any sent guardonat amb el Naismith Prep Player of the Year Award, que premia al millor jugador d'institut del país.

### Universitat
Va jugar durant dues temporades amb els Buckeyes de la Universitat Estatal d'Ohio, en les quals va fer de mitjana 17,4 punts i 9,7 rebots per partit. En el seu debut com universitari va aconseguir un doble-doble davant North Carolina A&T, amb 19 punts i 14 rebots. Va acabar la temporada fent de mitjana 17,2 punts i 10,2 rebots, sent triat novençà de l'any, millor jugador del torneig de la conferència i inclòs en el millor quintet de la Big Ten Conference, a més de ser inclòs en el primer equip All-American. Va rematar la temporada sient guardonat amb el Premi USBWA al Freshman Nacional de l'Any.
A l'any vinent, en la qual anava a ser la seua última temporada amb els Buckeyes, va liderar a l'equip duent-los a un rècord de 31 victòries i 8 derrotes, fent de mitjana 17,5 punts i 9,3 rebots per partit. El seu equip va arribar a la Final Four del torneig de la NCAA, on caigueren derrotats davant Kansas Jayhawks. Va repetir novament en el millor quintet de la seua conferència i de l'All-American. Res més acabar la temporada, va anunciar la seua intenció de renunciar als dos anys que li quedaven d'universitari i presentar-se al Draft de l'NBA.

### Professional
Va ser triat en la vint-i-unena posició del Draft de l'NBA de 2012 pels Boston Celtics, debutant com professional el 31 d'octubre davant Miami Heat, assolint 2 punts i 1 rebot en 8 minuts de joc.
El 17 de novembre de 2012, contra els Toronto Raptors, Sullinger va registrar el seu primer doble-doble amb 12 punts i 11 rebots.
El 25 de desembre de 2012, contra els Brooklyn Nets, Sullinger va anotar 16 punts (igualant el seu rècord personal en aqueix moment) amb 6-7 de tirs de camp, juntament amb 7 rebots en una victòria dels Celtics per 93-76.